# Тротула Салернская
Тротула Салернская, также — Трота де Руджеро (XI—XII века) — женщина-врач, работавшая в Салерно, Италия. Ей приписано несколько работ о здоровье женщин, в том числе женских болезней, лечении женщин, женской косметике. В средневековой Европе эти тексты были основным источником информации о женском здоровье.
Тексты «Женские болезни», «Лечение женщин» и «Женская косметика» обычно именуются собирательно «Тротула». Это вводит в заблуждение, потому что нет доказательств того, что «Женские болезни» и «Женская косметика»  в самом деле были написаны Тротулой; эти два текста распространялись анонимно, пока не были объединены с «Женские болезни» где-то в XIII веке, и к концу этого века они уже назывались собирательно. В течение следующих нескольких сотен лет Тротула были распространены по всей Европе, достигнув наибольшей популярности в XIV веке. Двадцать девять копий сохранились до сегодняшнего дня.
Кроме того, сохранились ещё только два других текста Тротулы. Она была одной из семи врачей Салерно, которые внесли вклад в энциклопедию медицинских знаний, «О лечении болезней». Её выдержка была позже опубликована отдельно: «Практическая медицина по Троте». Эти два текста и «Женские болезни» являются исчерпывающим списком работ, отмеченных её именем.
Мало что известно о жизни Тротулы. Она, как полагают, была магистром медицины в Школе Салерно и вела плодотворную клиническую практику. Выделяла три типа болезней: наследственные, инфекционные и самопроизвольные. Средневековый учёный Каспар Вольф утверждал, что тексты Тротула были написаны мужчиной, освобождённым рабом-римлянином. Два феминистских историка, Элизабет Мейсон-Холь и Кейт Кэмпбелл Херд-Мид, писали о Тротуле в 1930-40х годах. Оба историка делали ложные и не подтверждаемые выводы о жизни Тротулы, что приводит к недоразумениям по сей день. Пока не известно, когда именно жила Тротула, была ли она замужем, и является ли она одной из первых феминисток. Считается самой известной из женщин Салерно.  

## Тротула

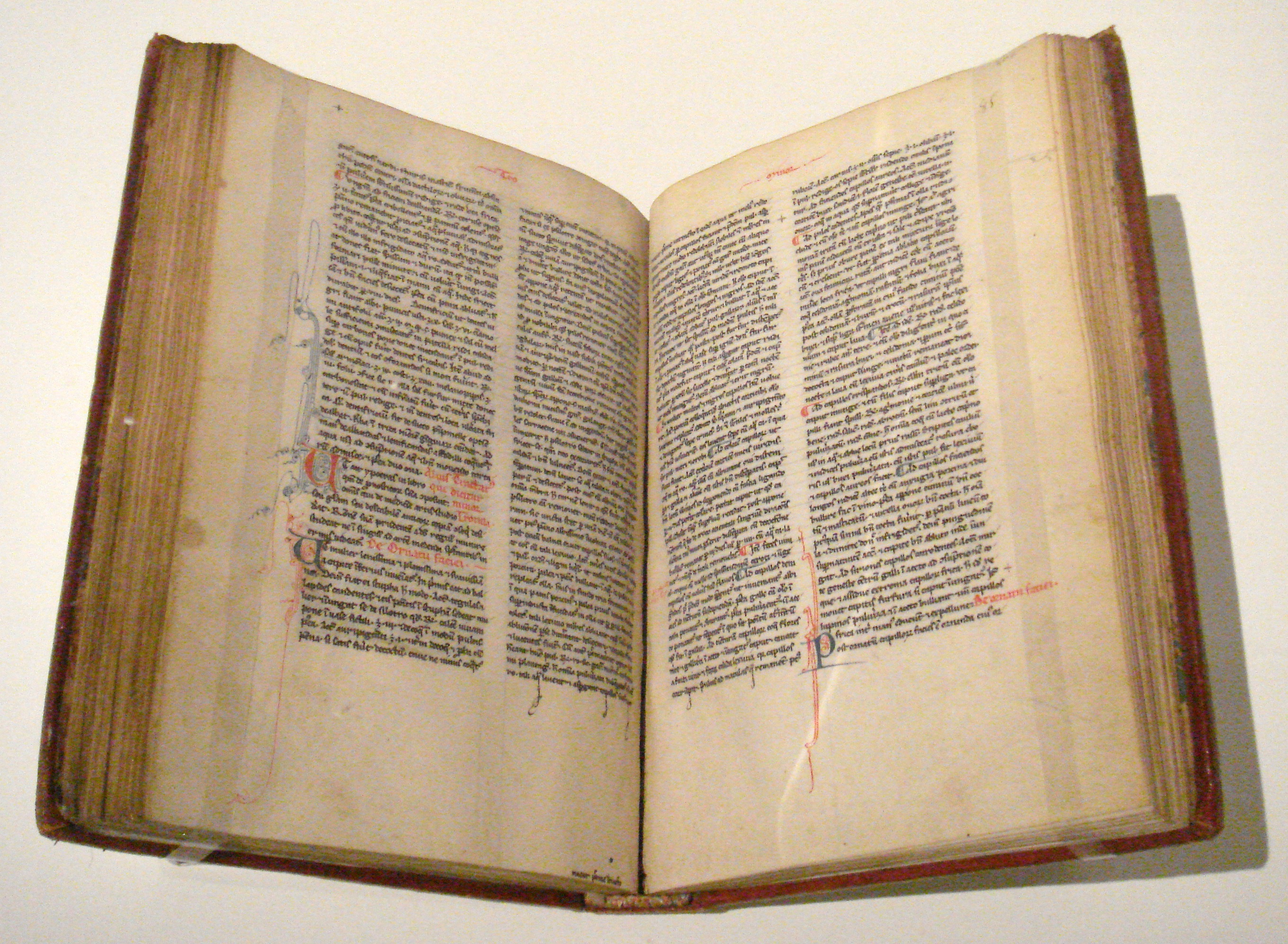
Копия Тротулы из XIII века

### «Книга о положении женщин» (Liber de sinthomatibus mulierum)
В тексте 27 разделов, он описывает различные проблемы со здоровьем женщины и сосредоточен на проблемах с менструацией и рождением ребёнка. В отличие от «Лечение женщин» в тексте изложены теоретические объяснения проблемы. Теоретические объяснения основаны главным образом на гинекологической теории Галена. Гален утверждает, что женщины являются более холодными, чем мужчины, и не в состоянии «готовить» свои питательные вещества, поэтому они должны устранить избыток вещества через менструации. В гинекологии Галена менструация воспринимается как здоровое и важное явление. Автор «Женские болезни» описывает способы регулирования длины менструаций. Вопрос о движении матки, другой большой раздел гинекологии Галена, также детально обсуждён. Восходящее движение матки, или «удушье» матки, вызывает целый ряд проблем. Автор поясняет, что матка испытывает удушья от избытка женской спермы (ещё одна идея Галена) и предлагает несколько возможных средств решения проблемы. Кроме того, обсуждены вопросы лечения акушерских свищей и надлежащий режим для новорожденного ребёнка. Автор этого текста, вероятно, был знаком с гинекологией Галена благодаря арабским медицинским текстам, таким как Viaticum Ибн аль-Джаззара.

### «О лечении женщин» (De curis mulierum)
Текст описывает лечение различных женских (и нескольких мужских) проблем. Обоснование возникновения проблем приведено минимальное, в центре внимания — лечение. Изложены вопросы в диапазоне от загара и до бесплодия. Средства часто включают в себя смеси трав и специй. Перечисленные процедуры происходят из средиземноморской устной традиции, а не арабских текстов или же Галена.

### «О женской косметике» (De ornatu mulierum)
«De Ornatu mulierum», также называемый «Trotula Minor» или «Женская косметика», представляет собой трактат, который учит женщин с целью сохранения и улучшения их красоты и лечения кожных заболеваний соблюдать ряд предписаний, советов и использовать природные средства. В тексте даны уроки по макияжу, средства устранения морщин, удаления отёчности лица и глаз, удаления нежелательных волос с тела, осветления кожи, скрытия пятен и веснушек, чистки зубов и устранения неприятного запаха изо рта, восстановления волос, лечения губ и дёсен. Таким образом, описана разработка и использование мазей и лечебных трав для лица и волос, но обойдены вниманием помощь паровых ванн и массажей. Для автора красота женщин связана с философией природы: красота есть признак здорового тела и гармонии со Вселенной.